# Viikki
Viikki (Vik en sueco) es un distrito con más de 5.500 habitantes en Helsinki, Finlandia. Está frente a la bahía de Vanhankaupunginlahti , a 7-10 km desde el centro de la ciudad.
El distrito acoge  cuatro facultades de la Universidad de Helsinki (Biociencias, Farmacéutica, Medicina veterinaria, y Agricultura y bosques) así como también otras unidades de la universidad, como centros de investigación, biblioteca científica y la Escuela de Entrenamiento Pedagógico de Helsinki.
Viikki es conocida por su entorno natural. El área de conservación de Vanhankaupunginlahti es un importante lugar donde anidan aves migratorias. Vastos campos y granjas son cultivadas por la granja escolar, que es parte de la Facultad de Agricultura de la Universidad. La parte más al sur de la zona residencial de Latokartano es conocida como un área de vivienda ecológica. Muchas viviendas tienen, por ejemplo, sistemas experimentales de energía solar y eólica.
Viikki está dividida en las sub áreas de Parque Científico, Latokartano, Viikinranta yViikinmäki. Desde el año 2000, la población del distrito ha crecido en forma sostenida. Esto se ha debido a que algunas áreas de Viikki, especialmente Latokartano y Viikinmäki — se han convertido en una de las mayores áreas para la construcción de nuevas viviendas en Helsinki. Para el año 2015 se espera que la población del distrito alcance los 15 mil habitantes.